# Trillium catesbaei
Trillium catesbaei là một loài thực vật có hoa trong họ Melanthiaceae. Loài này được Elliott miêu tả khoa học đầu tiên năm 1817.